# 基亞索

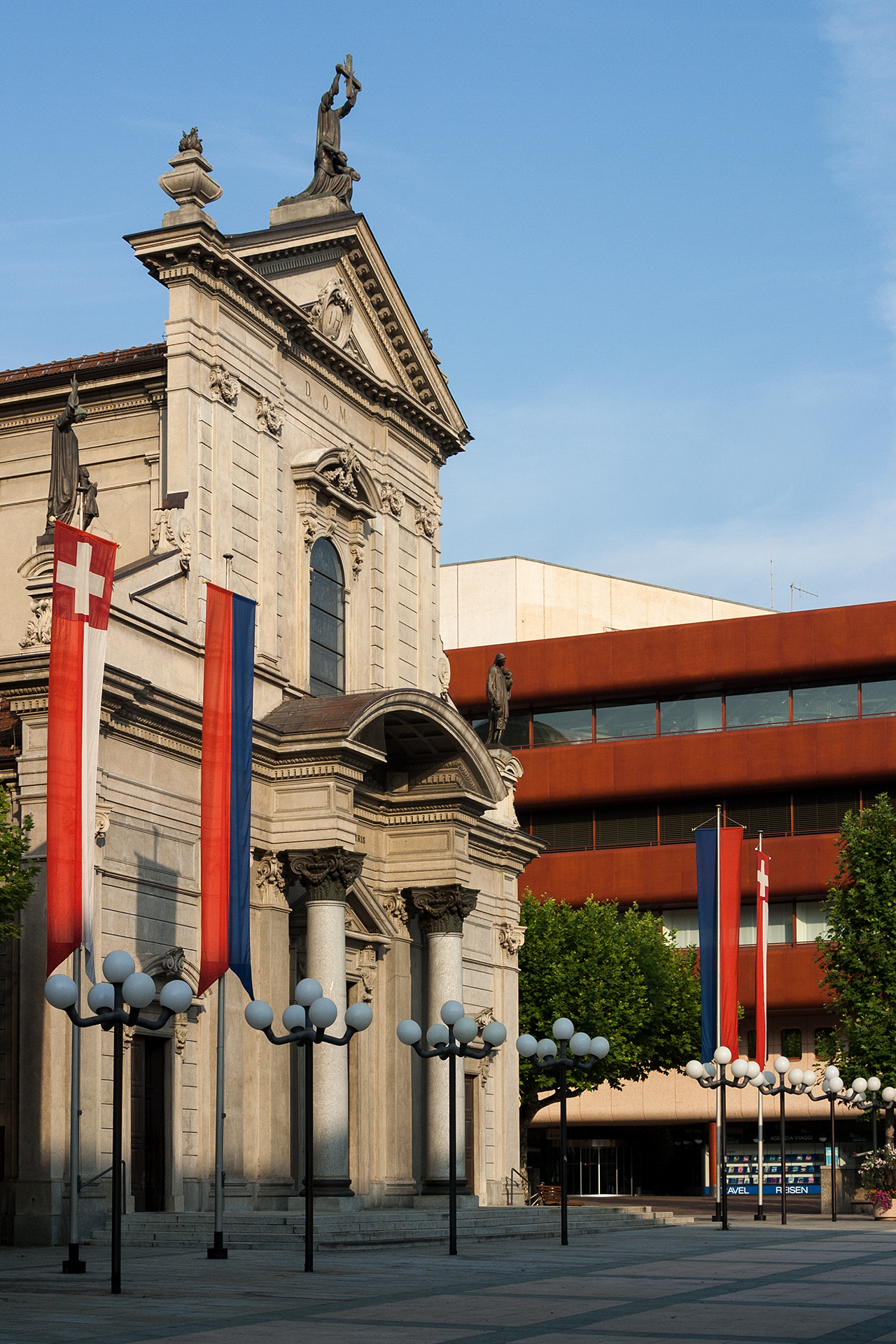

基亞索（Chiasso）是瑞士的城鎮，位於該國南部，由提契諾州負責管轄，面積5.33平方公里，海拔高度230米，2011年人口7,776，八成居民信奉羅馬天主教，人口密度每平方公里1,467人。

## 外部連結
- （意大利文） Official municipality website （页面存档备份，存于）